# Circuitul Internațional Bahrain
Circuitul Internațional Bahrain este un circuit de curse auto din Sakhir, Bahrain.
Circuitul Internațional Bahrain (cunoscut ca și „Sakhir”) a fost proiectat de Hermann Tilke și a fost construit în doar 16 luni la un cost estimativ de $150m de dolari. Prima cursă s-a desfășurat în 2004, și a fost câștigată de Michael Schumacher.